# (6051) Anaximenes
(6051) Anaximenes ist ein Asteroid des Hauptgürtels, der am 30. Januar 1992 vom belgischen Astronomen Eric Walter Elst am La-Silla-Observatorium (IAU-Code 809) der Europäischen Südsternwarte in Chile entdeckt wurde.
Benannt wurde er zu Ehren von Anaximenes von Milet (ca. 585 v. Chr. – ca. 525 v. Chr.), einem Naturphilosophen und Astronomen der griechischen Antike, der zu den Vorsokratikern gezählt wird.